# اندیس قیر اولاد قباد (۲) (OL۲)
قیر اولاد قباد(۲)(OL۲) یک اندیس غیرفلزی است که در حوالی شهر نفت استان لرستان قرار دارد و مادهٔ معدنی موجود در آن، قیر طبیعی است.سنگ میزبان این اندیس (سازند امیران) ماسه سنگ,سیلت استون است و دیرینگی آن به دوران پالئوسن می‌رسد. 